# Le ver dans le fruit
Le ver dans le fruit is een studioalbum van de Franse muziekgroep Nemo. Nemo speelt muziek voor een beperkt publiek en kwam met dit album voor wat betreft de financiën in de problemen. Er werd gekozen om fans het album mee te laten financieren via een soort crowdfunding. Als tegenprestatie werd de naam van de gulle gever in het dankwoord vermeld. De muziek van dit album is niet zo zwaar op de hand als van de voorgaande albums en doet soms aan Rush en dan weer aan Caravan denken. De taalvoering is Frans. 
Le ver dans le fruit (de worm is in het fruit) is geen positief album qua teksten. Volgens de titel van het album is het al te laat om in te grijpen. De band riep op om vooral zelf na te denken en niet blind af te gaan op autoriteiten. De hoes laat een schilder zien, die werkt aan een boom in volle bloei in een mooie omgeving. Het "model" is echter een verdorde boom omringd door afgedankte troep van de mens.

## Musici
- Jean Pierre Louveton – zang, gitaar
- Lionel B. Guichard – basgitaar
- Guillaume Fontaine – zang, toetsinstrumenten, gaïta
- Jean Baptiste Itier – slagwerk
- David Zmyslowski – gitaar Neuro-market

## Muziek
| Nr. | Titel                                           | Duur |
| --- | ----------------------------------------------- | ---- |
| 1.  | Stipant luporum (Louveton)                      | 2:00 |
| 2.  | Trojan (Louveton, Nemo)                         | 8:50 |
| 3.  | Milgram, 1960 (Louveton)                        | 5;56 |
| 4.  | Verset XV (Louveton, Fontaine, Nemo)            | 7:55 |
| 5.  | Un pied dans la tombe (Louveton, Nemo)          | 7:09 |
| 6.  | Neuro-market (Louveton, David Zmyslowski, Nemo) | 6:36 |
| 7.  | Le fruit de la peur (Fontaine, Louveton, Nemo)  | 9:34 |

| Nr. | Titel                               | Duur  |
| --- | ----------------------------------- | ----- |
| 1.  | A la une (Fonatine, Louveton, Nemo) | 4:59  |
| 2.  | Triste fable (Louveton)             | 7:43  |
| 3.  | Allah Deus (Louveton, Nemo)         | 5:05  |
| 4.  | Opium (Louveton, Nemo)              | 9:04  |
| 5.  | Arma Siania (Louveton, Nemo)        | 17:19 |